# アルブパレス
アルブパレス（希：Ἀρβουπάλης、ラテン文字転記：Arboupales、? - 紀元前334年）は、アケメネス朝ペルシアの王族であり、アルタクセルクセス2世の長子ダレイオス（紀元前362年に謀反の廉で処刑）の子である。
紀元前334年にアレクサンドロス3世率いるマケドニア軍が侵攻してきた時、アルブパレスは他の将軍、小アジアの太守たちと連合軍を結成し、グラニコス川で敵を迎え撃った。しかし戦いはペルシア軍の敗北に終わり、アルブパレスを含む多くの将官が倒れた。

## 註
1. ↑  アッリアノス, I. 16